# Naevus pelta
Naevus pelta är en insektsart som beskrevs av Knight 1970. Naevus pelta ingår i släktet Naevus och familjen dvärgstritar. Inga underarter finns listade i Catalogue of Life.